# أندريا بالازي
أندريا بالازي (بالإيطالية: Andrea Palazzi)‏ (24 فبراير 1996 بميلانو في إيطاليا - ) هو لاعب كرة قدم إيطالي في مركز الوسط. شارك مع منتخب إيطاليا تحت 17 سنة لكرة القدم ومنتخب إيطاليا تحت 18 سنة لكرة القدم ومنتخب إيطاليا تحت 19 سنة لكرة القدم ومنتخب إيطاليا تحت 20 سنة لكرة القدم. أما مع النوادي، فقد لعب مع إنتر ميلان ونادي ليفورنو.

## وصلات خارجية
- أندريا بالازي على موقع الاتحاد الأوربي (الإنجليزية)
- أندريا بالازي على موقع إي إس بي إن إف سي (الإنجليزية)
- أندريا بالازي على موقع قاعدة بيانات كرة القدم.إي يو (الإنجليزية)
- أندريا بالازي على موقع بيانات كرة القدم. دي إي (الألمانية)
- أندريا بالازي على موقع ليكيب (الفرنسية)
- أندريا بالازي على موقع Soccerbase.com (لاعب) (الإنجليزية)
- أندريا بالازي على موقع Soccerway.com (الإنجليزية)
- أندريا بالازي على موقع عالم كرة القدم.نت (الإنجليزية)
- أندريا بالازي على موقع AS.com (الإسبانية)